# Mansigné
Mansigné és un municipi francès situat al departament del Sarthe i a la regió de País del Loira. L'any 2007 tenia 1.540 habitants.

## Demografia

### Població
El 2007 la població de fet de Mansigné era de 1.540 persones. Hi havia 596 famílies de les quals 176 eren unipersonals (88 homes vivint sols i 88 dones vivint soles), 204 parelles sense fills, 196 parelles amb fills i 20 famílies monoparentals amb fills.
La població ha evolucionat segons el següent gràfic:
Habitants censats

### Habitatges
El 2007 hi havia 814 habitatges, 608 eren l'habitatge principal de la família, 149 eren segones residències i 57 estaven desocupats. 772 eren cases i 17 eren apartaments. Dels 608 habitatges principals, 474 estaven ocupats pels seus propietaris, 122 estaven llogats i ocupats pels llogaters i 12 estaven cedits a títol gratuït; 12 tenien una cambra, 44 en tenien dues, 120 en tenien tres, 175 en tenien quatre i 257 en tenien cinc o més. 464 habitatges disposaven pel capbaix d'una plaça de pàrquing. A 300 habitatges hi havia un automòbil i a 250 n'hi havia dos o més.

### Piràmide de població
La piràmide de població per edats i sexe el 2009 era:
| Homes | Edats   | Dones |
| ----- | ------- | ----- |
| 4     | 95 o +  | 16    |
| 16    | 90 a 94 | 32    |
| 24    | 85 a 89 | 16    |
| 8     | 80 a 84 | 8     |
| 48    | 75 a 79 | 52    |
| 44    | 70 a 74 | 36    |
| 36    | 65 a 69 | 40    |
| 40    | 60 a 64 | 28    |
| 32    | 55 a 59 | 56    |
| 40    | 50 a 54 | 36    |
| 60    | 45 a 49 | 24    |
| 64    | 40 a 44 | 68    |
| 40    | 35 a 39 | 60    |
| 24    | 30 a 34 | 28    |
| 16    | 25 a 29 | 16    |
| 28    | 20 a 24 | 28    |
| 52    | 15 a 19 | 68    |
| 64    | 10 a 14 | 36    |
| 32    | 5 a 9   | 28    |
| 24    | 0 a 4   | 24    |

## Economia
El 2007 la població en edat de treballar era de 902 persones, 669 eren actives i 233 eren inactives. De les 669 persones actives 608 estaven ocupades (347 homes i 261 dones) i 61 estaven aturades (20 homes i 41 dones). De les 233 persones inactives 92 estaven jubilades, 76 estaven estudiant i 65 estaven classificades com a «altres inactius».

### Ingressos
El 2009 a Mansigné hi havia 621 unitats fiscals que integraven 1.474 persones, la mediana anual d'ingressos fiscals per persona era de 16.046 €.

### Activitats econòmiques
Dels 63 establiments que hi havia el 2007, 3 eren d'empreses alimentàries, 1 d'una empresa de fabricació de material elèctric, 4 d'empreses de fabricació d'altres productes industrials, 9 d'empreses de construcció, 13 d'empreses de comerç i reparació d'automòbils, 3 d'empreses de transport, 5 d'empreses d'hostatgeria i restauració, 3 d'empreses financeres, 5 d'empreses immobiliàries, 6 d'empreses de serveis, 5 d'entitats de l'administració pública i 6 d'empreses classificades com a «altres activitats de serveis».
Dels 18 establiments de servei als particulars que hi havia el 2009, 1 era una oficina de correu, 2 oficines bancàries, 3 tallers de reparació d'automòbils i de material agrícola, 2 paletes, 1 fusteria, 2 lampisteries, 1 electricista, 2 perruqueries, 2 veterinaris i 2 restaurants.
Dels 6 establiments comercials que hi havia el 2009, 2 eren botiges de menys de 120 m², 2 fleques, 1 una carnisseria i 1 una llibreria.
L'any 2000 a Mansigné hi havia 49 explotacions agrícoles que ocupaven un total de 2.380 hectàrees.

## Equipaments sanitaris i escolars
El 2009 hi havia 2 farmàcies i 1 ambulància.
El 2009 hi havia una escola elemental.

## Poblacions més properes
El següent diagrama mostra les poblacions més properes.